# Laskowice Oławskie
Laskowice Oławskie – osiedle i część miasta Jelcz-Laskowice w powiecie oławskim, w woj. dolnośląskim.

## Nazwa
Pierwsza wzmianka o miejscowości w formie Lazcouichi pochodzi z 1203 roku. Nazwa była także notowana w formach Lazcouici (1208), Laschowicz (1293), Lascowicz (1336), Laskowitz (1338), Soloschowicz (1358), Laskewicz (1382), Laskowicz (1587), Laskowic (1666-67), Laskowitz (1743), Laskowiz, Ofoskowiz (1783), Laskowitz, Laskowice (1845), Laskowice – Laskowitz (1896), Markstädt, Laskowice (1941), Markstädt – Laskowice Oławskie, -ic -ich, laskowicki (1947).
Nazwa może pochodzić od nazwy osobowej Lasek lub od rzeczownika pospolitego lasek. Najstarsze zapisy wskazują, że początkowo miała formę Laskowicy, która później przekształcona została w Laskowice. Do języka niemieckiego nazwa weszła w postaci Laskowitz. Władze hitlerowskie nadały nazwę Markstädt. Po drugiej wojnie światowej do nazwy dodano człon Oławskie dla odróżnienia od licznych miejscowości o nazwie Laskowice na Opolszczyźnie.

## Historia
W latach 20. XIX w. wieś pod kierownictwem Jerzego Treski zorganizowała opór przeciwko likwidowaniu polskich kazań, protest mieszkańców został stłumiony przez wojsko pruskie. Jerzy Treska został skazany przez sąd pruski na karę więzienia. W 1881 roku w Laskowicach, parafii Jerzego Treski, odprawiono ostatnie nabożeństwo w j. polskim, przez Polaka, odchodzącego na emeryturę - pastora Augusta Winklera
Dawna dzielnica na Dolnym Śląsku w woj. wrocławskim (w nowej części tzw. „Osiedle” – zaplecze dla pracowników jelczańskiej fabryki autobusów „Jelcz”), która od 1 stycznia 1987 roku po połączeniu ze wsią Jelczem utworzyła miasto i siedziba gminy miejsko-wiejskiej Jelcz-Laskowice.
Laskowice Oławskie były w latach 50. XX wieku siedzibą gminy Laskowice Oławskie, składającej się z wsi: Brzezinki, Chwałowice, Dębina, Dziuplina, Grędzina, Kopalina, Laskowice Oławskie i Piekary. Do utworzenia miasta gmina istniała od roku 1973 w granicach powiększonych o wsie: Miłoszyce, Jelcz, Nowy Dwór, Minkowice Oławskie, Biskupice Oławskie, Wójcice. W latach 1954–1972 wieś należała i była siedzibą władz gromady Laskowice Oławskie.